# Musée du quai Branly
Musée du quai Branly właśc. Musée du quai Branly – Jacques Chirac – muzeum sztuki kultur pozaeuropejskich, zlokalizowane w Paryżu przy Quai Branly 37, niedaleko Wieży Eiffla.

## Historia
Pomysł stworzenia muzeum narodził się w latach 90. XX w. podczas spotkania ówczesnego mera Paryża Jacques’a Chiraca (1932–2019) i marszanda sztuki prymitywnej Jacques’a Kerchache (1942–2001), który promował utworzenie muzeum sztuki Afryki i Oceanii. W 1998 roku na lokalizację obiektu wybrano teren przy Quai  Branly, gdzie wzniesiono nowy gmach według projektu Jeana Nouvela, który jest także współautorem aranżacji wnętrz. Obiekt tworzą cztery budynki: Musée – muzeum, Branly – biura administracji, Auvent – biura administracji oraz Universite z atelier, biurami, biblioteką i sklepem. 
Część muzealna znajduje się w budynku Musée o charakterystycznej elewacji północnej ozdobionej 27 drewnianymi, różnokolorowymi „pudłami”. Szklane elementy okienne zdobi od zewnątrz motyw lasu. 
Północną fasadę Branly zdobi „pionowy ogród” utworzony przez francuskiego botanika Patricka Blanca. W ogrodzie tym rośnie 15 tys. roślin reprezentujących 150 gatunków.  
Kompleks został uroczyście otwarty przez Jacques'a Chiraca, wówczas już prezydenta Francji, 23 czerwca 2006 roku. Muzeum co roku odwiedza średnio 1 350 000 zwiedzających. 

## Zbiory

Musée du Quai Branly

Muzeum posiada 300 tys. eksponatów z Afryki, Azji, Oceanii oraz Ameryki Północnej i Południowej; 700 tys. zdjęć, 320 tys. dokumentów, 8 tys. prac kolekcji historycznej, 10 tys. instrumentów muzycznych i 25 tys. tekstyliów. Główna powierzchnia wystawiennicza wynosi 5300 m² – prezentowane jest tu 3500 obiektów z Afryki, Azji, Oceanii i obu Ameryk, przy czym 500 na zasadzie rotacji rocznej. Zbiory pochodzą z kolekcji wcześniejszych placówek muzealnych (Musée de l'Homme które przejęło eksponaty Musée d'Ethnographie du Trocadéro, Musée national des Arts d'Afrique et d'Océanie czy Musée de la France d’Outre-mer) oraz kolekcji prywatnych.  
W muzeum znajduje się również Wieża Muzyki, gdzie eksponowane są instrumenty muzyczne z całego świata, kolekcjonowane przez różne francuskie placówki etnograficzne przez okres niemal 120 lat.

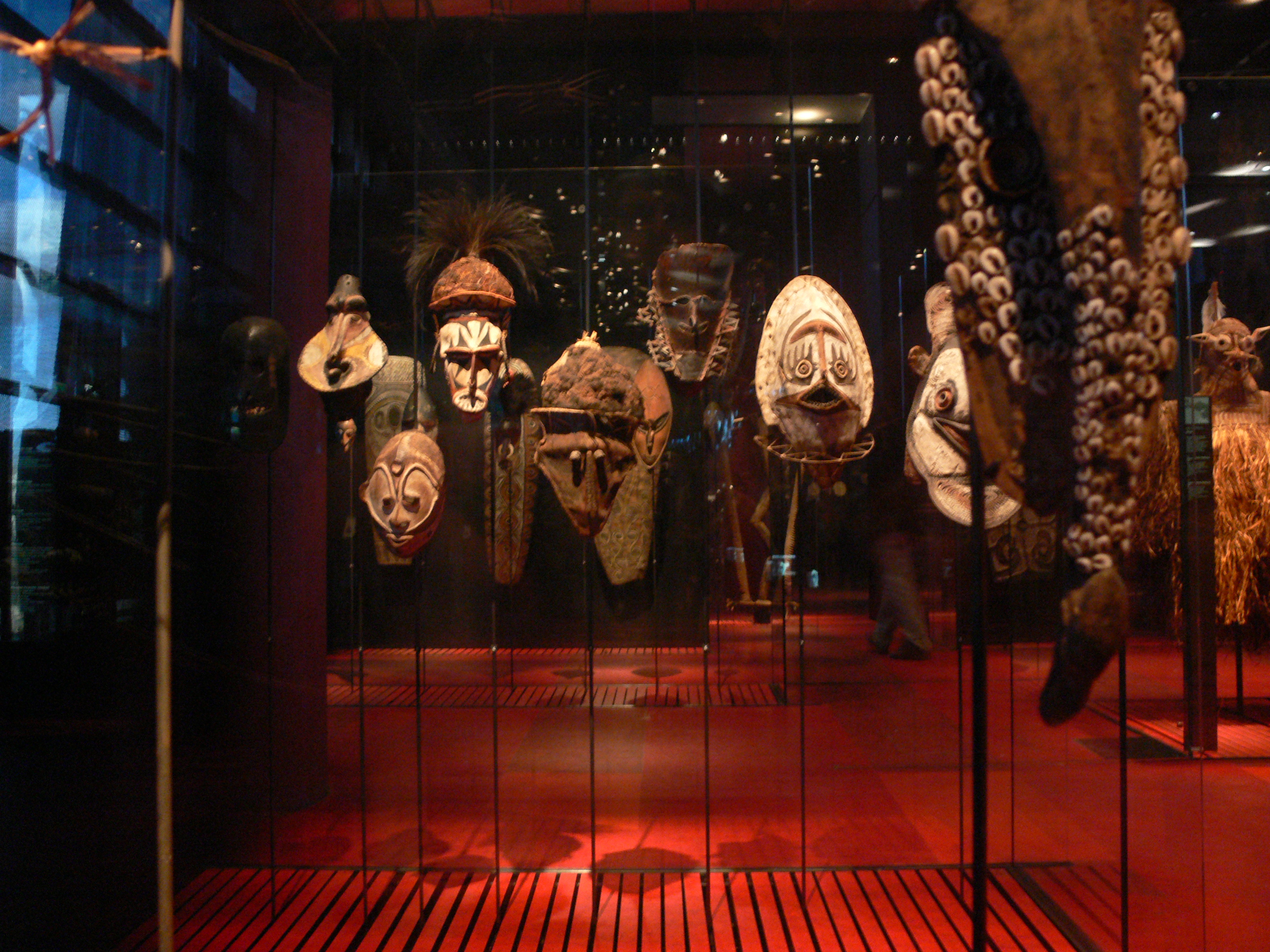
Fragment wystawy
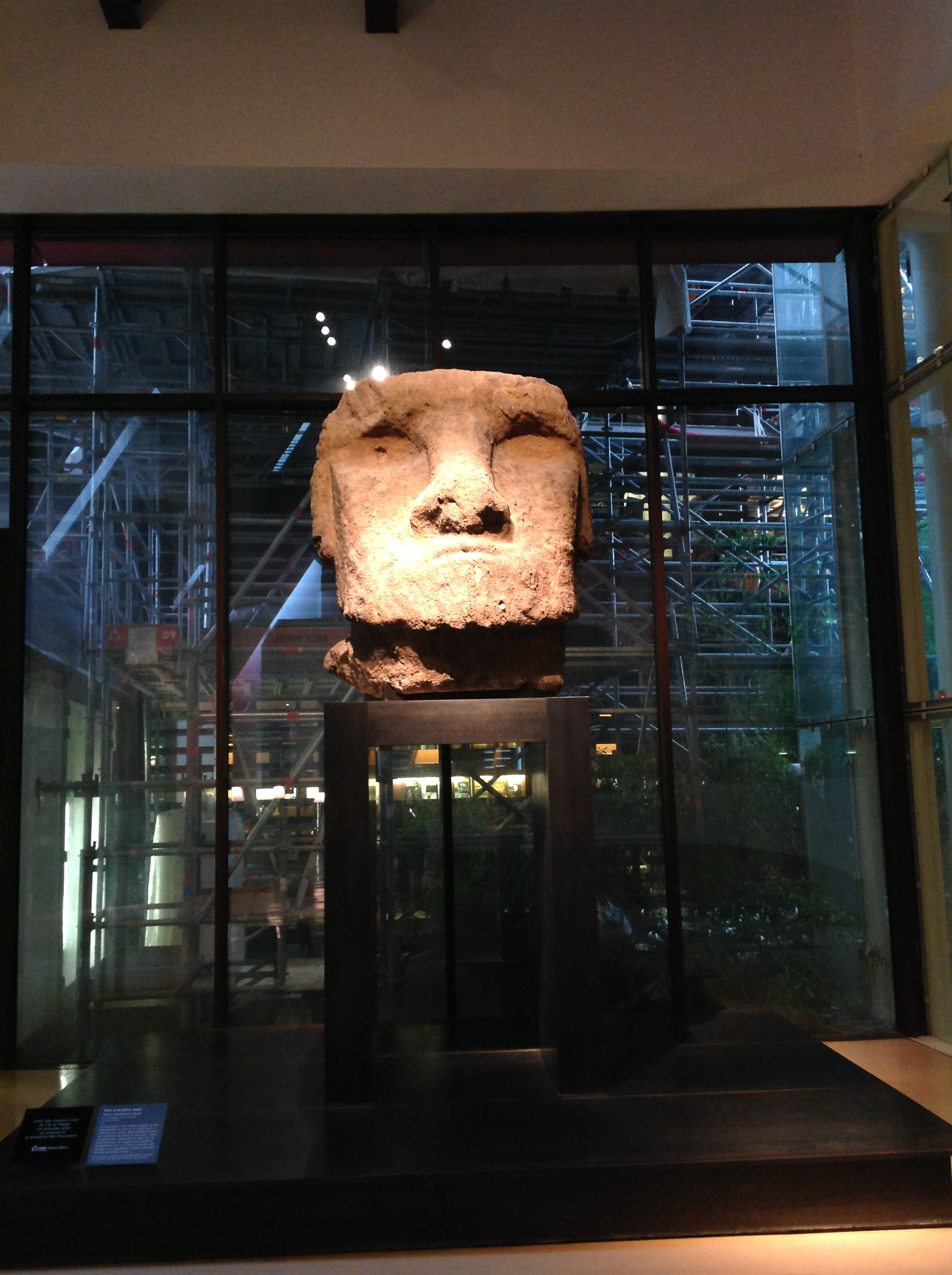
Moai, Wyspa Wielkanocna
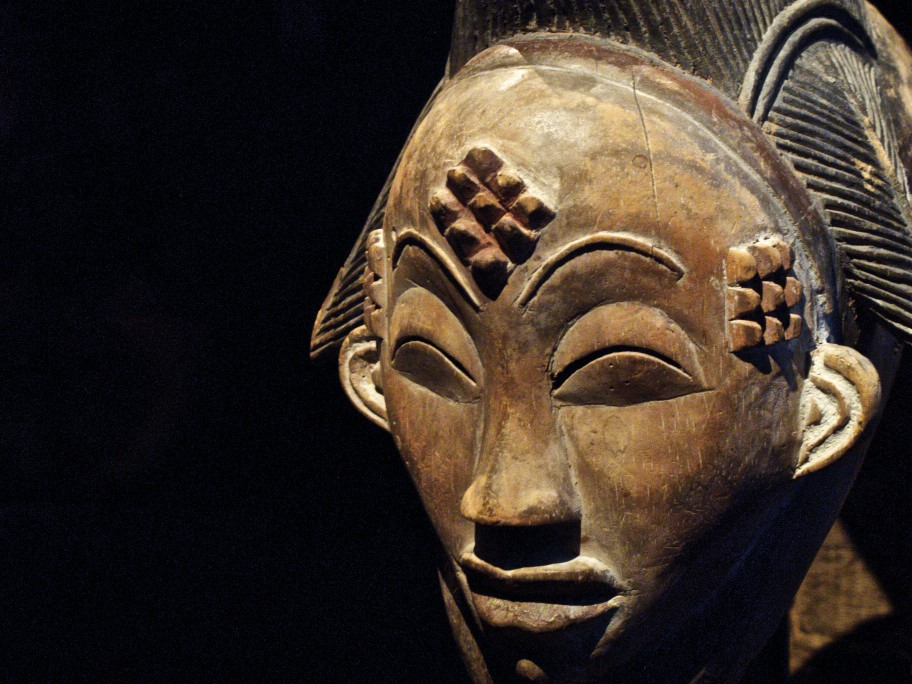
Maska, Gabon
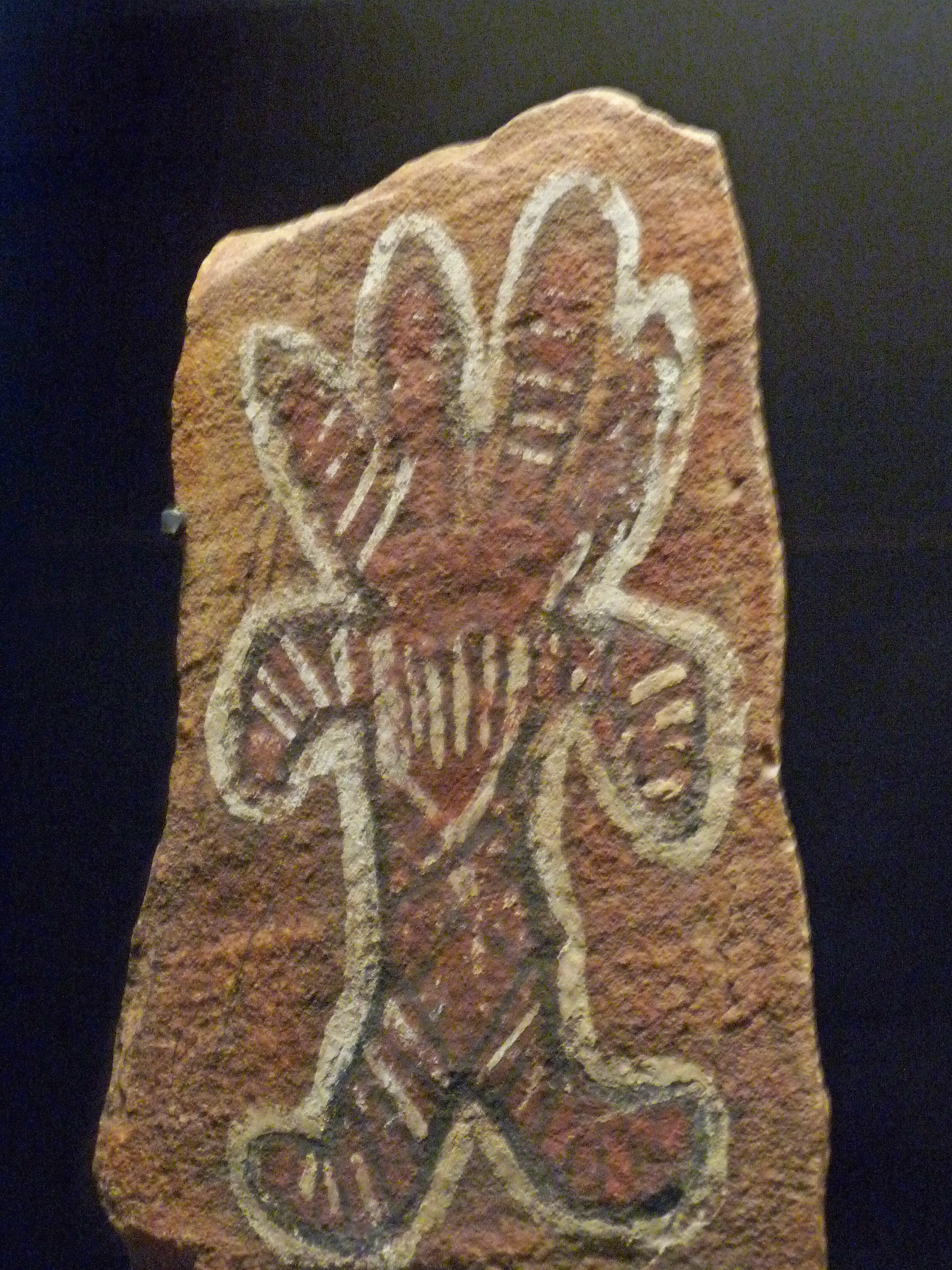
Sztuka naskalna, Bandiagara
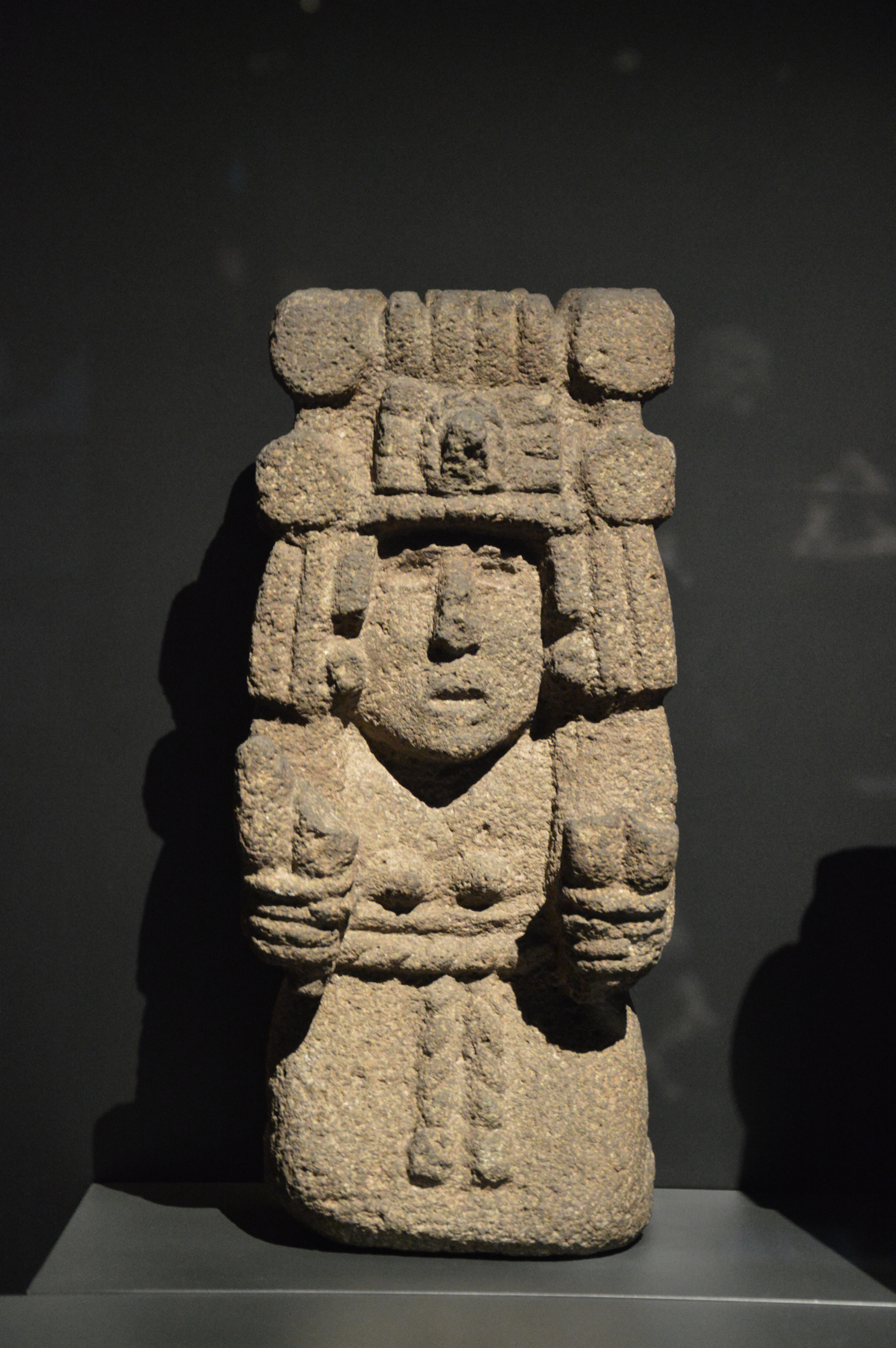
Rzeźba przedstawiająca Chicomecoatla, sztuka Azteków
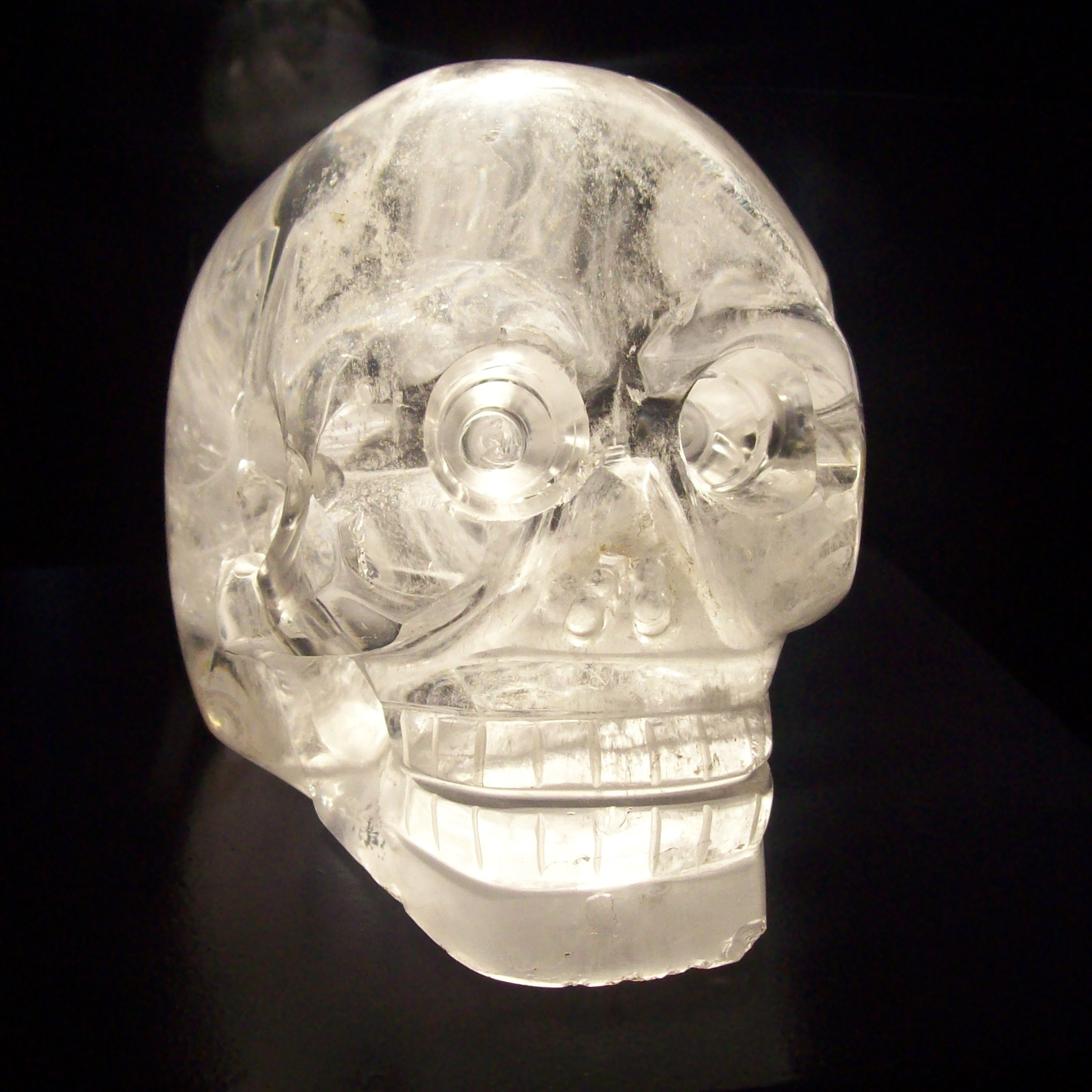
Kryształowa czaszka